# Jean-François Dehecq
Jean-François Dehecq, né le 1er janvier 1940 à Nantes, est actuellement le vice-président du Conseil national de l’industrie. Il est également cofondateur et président d'honneur de Sanofi et président du comité d'orientation stratégique du Fonds stratégique d'investissement.

## Biographie

### Études et début de carrière
Après un CAP de tourneur, Jean-François Dehecq intègre l'École nationale d'arts et métiers (Lille 1958).
Il devient professeur de mathématiques au Collège Saint-Vincent de Senlis en 1964 et 1965.

### L'aventure Sanofi
En 1965 il entre à la Société Nationale des Pétroles d’Aquitaine (futur Elf Aquitaine). Il gravit rapidement les échelons, d’abord aux services économiques jusqu'en 1969 puis en tant qu’ingénieur d’exploitation à Lacq en 1970 avant d’être remarqué par l'énarque Jean-René Sautier. Avec ce dernier ils fondent en 1973 la filiale Hygiène et Santé, Elf Sanofi.
Il en est le directeur général, puis devient vice-président directeur général en 1982. En 1988 il est président-directeur général de Sanofi et en même temps directeur Hygiène Santé du Groupe Elf Aquitaine. 
Après plus de 300 fusions et acquisitions, dont notamment Synthélabo en 1999 et Aventis en 2004, Jean-François Dehecq est alors à la tête du 2e groupe pharmaceutique mondial et 1er européen. Il quitte la présidence de l'entreprise en mai 2010.

## Mandats en cours
- Vice-président du Conseil national de l’industrie (CNI)
- Président d'honneur de Sanofi (depuis 1988)
- Président du Comité d'Orientation Stratégique du Fonds stratégique d'investissement
- Administrateur de l'Agence nationale de la recherche (ANR)
- Gouverneur au conseil de l'hôpital américain de Paris
- Membre de la Fondation française pour la recherche sur l'épilepsie
- Vice-président de l'EFPIA (European Federation of Pharmaceutical Industries and Associations)
- Membre du conseil de l'IFPMA (International Federation of Pharmaceutical Manufacturers Associations)
- Administrateur d'Air France-KLM

## Autres mandats échus
- Président directeur général de Sanofi Aventis
- Président du Comité National des États Généraux de l'Industrie (CNEGI)
- Président du conseil d'administration de l'école nationale supérieure d'arts et métiers
- Président du Conservatoire national des arts et métiers (CNAM)
- Président du conseil d'administration de l'Association nationale de la recherche et de la technologie (ANRT)
- Membre du conseil de l'Institut européen d'administration des affaires (INSEAD)
- Membre du conseil d'administration de Mines ParisTech
- Membre du conseil de surveillance de l'Agence de l'innovation industrielle
- Administrateur de Veolia Environnement
- Administrateur de Pechiney

## Distinctions[7]
- Grand officier de la Légion d'honneur (2010)
- Commandeur de l'ordre national du Mérite (2002)
- Commandeur de l'ordre des Palmes académiques (2008)
- Officier de l'ordre du Mérite agricole (1996)
- Grand officier de l'ordre pro Merito Melitensi (1995)[8]
- Prix Nessim-Habif (2003)
- Chevalier de la confrérie internationale « La Toison d'Or » (2002)
- IX CHAPTAL de l'Industrie (2007)